# Ingólfur Arnarson
Ingólfur Arnarson (c. 849-910) fue un explorador y caudillo vikingo de Sogn, Noruega, considerado el primer colono nórdico de Islandia. Era hijo de Örn Brynjólfsson (n. 823),y nieto de Hrómundr Gripsson.
Sin embargo, no fue el primer escandinavo en visitar la isla y vivir en ella, ya que el primero fue el sueco Gardar Svavarsson, que permaneció durante un invierno en la que ahora es la localidad de Húsavík.
En 874, Ingólfur desembarcó en el cabo Ingólfshöfði y unos meses después estableció su hacienda en Reikiavik, lo que supuso el comienzo de la colonización de la isla, la cual duró hasta 930. La leyenda narra que, al acercarse a tierra desconocida, Ingólfur ordenó arrojar sus öndvegissúlur (postes de su sillón de caudillo) al mar, como era tradición. Su intención era establecer el asentamiento allí donde fueran a parar los postes. Según el Landnámabók (libro de los asentamientos), dos de sus esclavos tardaron tres años en encontrar los postes en una pequeña bahía. De este modo, nació Reikiavik.
El cronista medieval Ari Thorgilsson mencionó que Ingólfur fue el primer nórdico en asentarse permanentemente en Islandia, pero también cita que los sacerdotes cristianos hiberno-nórdicos «papar» ya se habían establecido antes, aunque marcharon porque no deseaban vivir entre los nuevos vecinos paganos.

## Sagas nórdicas
Ingólfur aparece como personaje de la saga de Egil Skallagrímson, saga Eyrbyggja, saga Flóamanna, y Saga de Grettir.

## Herencia
Según Landnámabók se casó con Hallveig Fróðadóttir (c. 850) hija de Fróði Vémundarson (c. 820). Fruto de esa relación nacieron:
- Thorny Ingolfsdatter (c. 870), quien sería esposa de Helgi bjóla Ketilsson
- Þorsteinn Ingólfsson